# Independence Avenue (Washington)
Independence Avenue è una grande arteria stradale di Washington, capitale degli Stati Uniti d'America. Attraversa in direzione est-ovest la parte centrale della città e si trova in prossimità di molti famosi edifici,  tra cui il Campidoglio, il Washington Monument, la Casa Bianca e il Lincoln Memorial. 
La strada è lunga circa 8 km ed è suddivisa in due sezioni: ovest (Independence Avenue SW, in quanto si trova nel quadrante sud-ovest della città) ed est (Independence Avenue SE, nel quadrante sud-est). 
La sezione ovest costeggia per un lungo tratto l'ampio viale monumentale National Mall, di cui costituisce il confine sud, per poi terminare all'ingresso dell'Arlington Memorial Bridge, che attraversa il fiume Potomac portando in Virginia. La sezione est inizia in corrispondenza dei giardini del Campidoglio, è più stretta ed attraversa una zona per lo più residenziale. La strada termina ad est nei pressi del Robert F. Kennedy Memorial Stadium. 
È parallela alla Constitution Avenue, che si trova circa 500 metri più a nord al di là del National Mall. In corrispondenza della Biblioteca del Congresso, all'angolo con la 22nd Street, ha inizio il tratto ovest della Pennsylvania Avenue, che conduce alla Casa Bianca.
Chiamata in origine "South B Street", la sezione ovest fu costruita tra il 1791 e il 1823, mentre la sezione est fu costruita a tratti, seguendo lo sviluppo urbanistico a est del Campidoglio. Fu rinominata con il nome attuale nel 1934, tramite una legge del Congresso. 
La sezione ovest dispone di sei corsie ed è sede di un intenso traffico automobilistico, specialmente nelle ore di punta dei giorni lavorativi. In altri orari e nei weekend è percorsa soprattutto da residenti locali e da autobus turistici.

## Galleria d'immagini

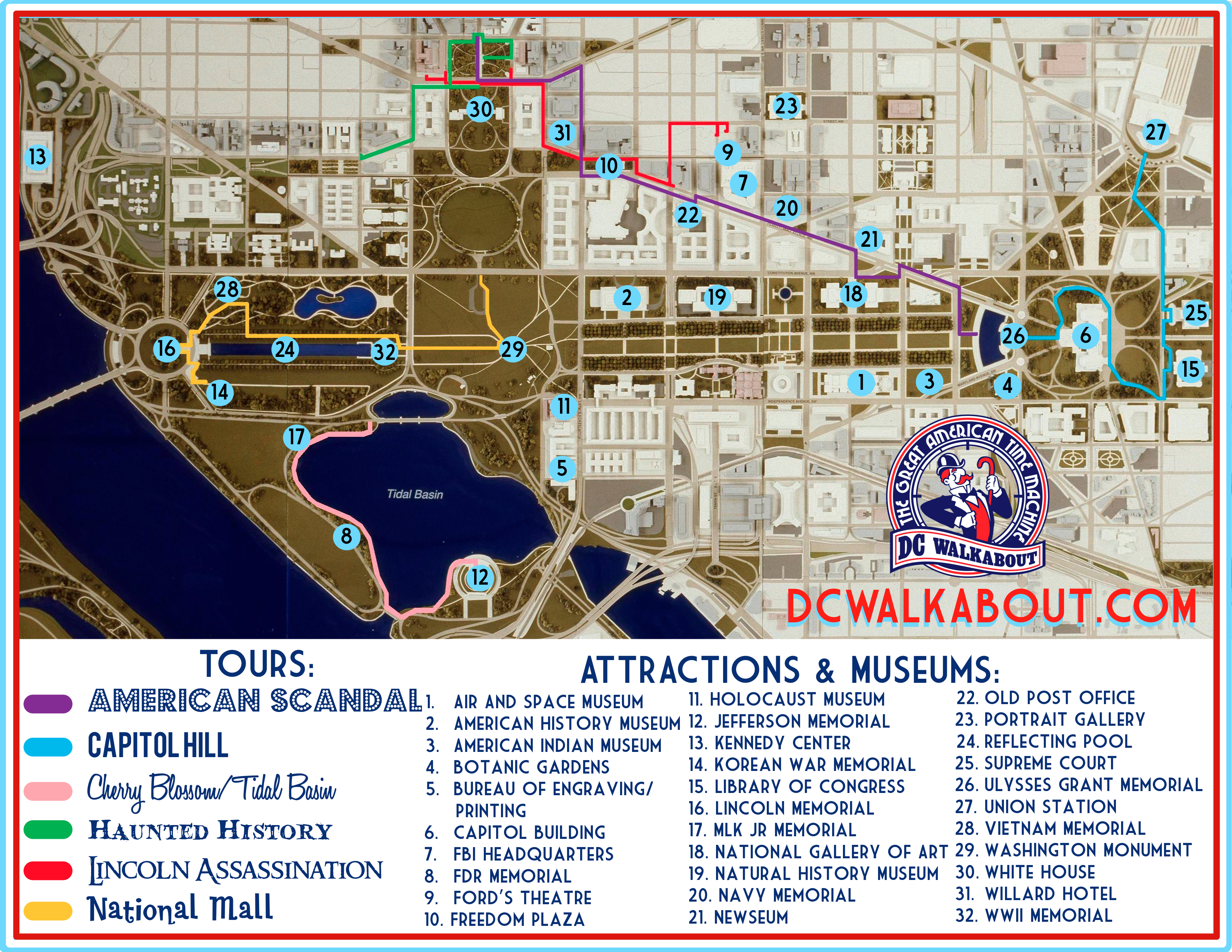
Mappa turistica del centro di Washington
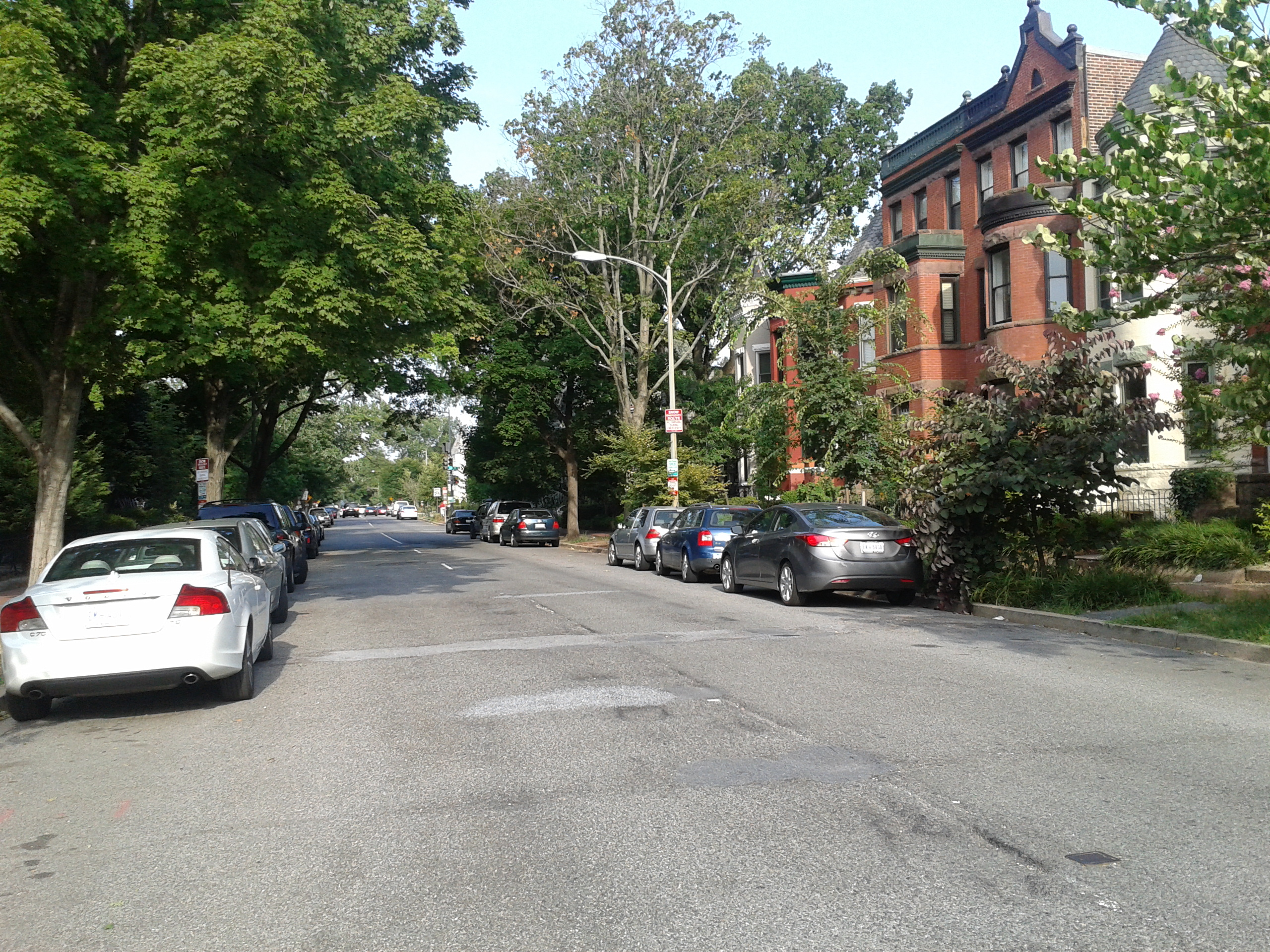
La strada nei pressi di Capitol Hill
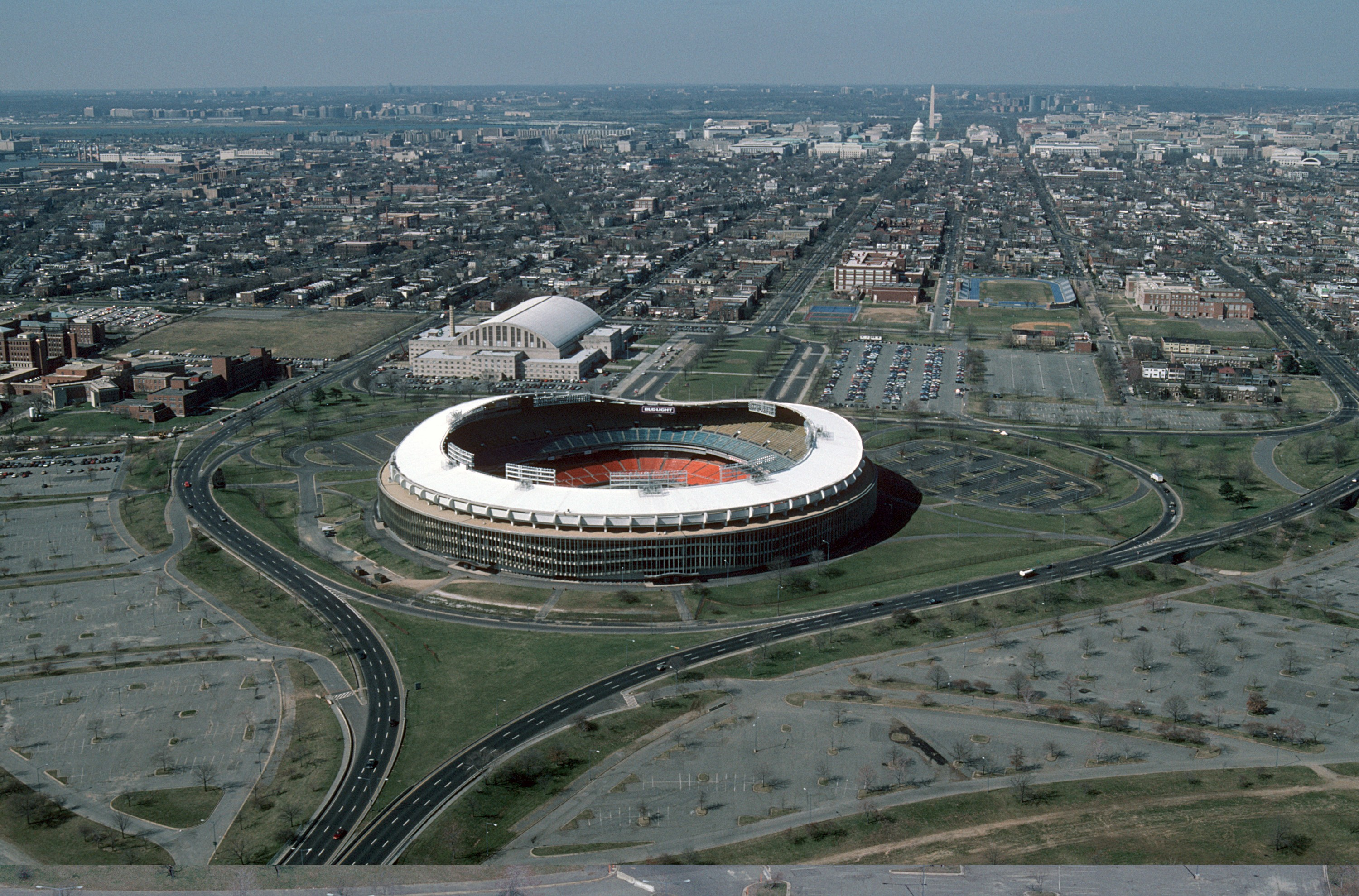
Il RFK Memorial Stadium (la Independence Avenue è a sinistra)
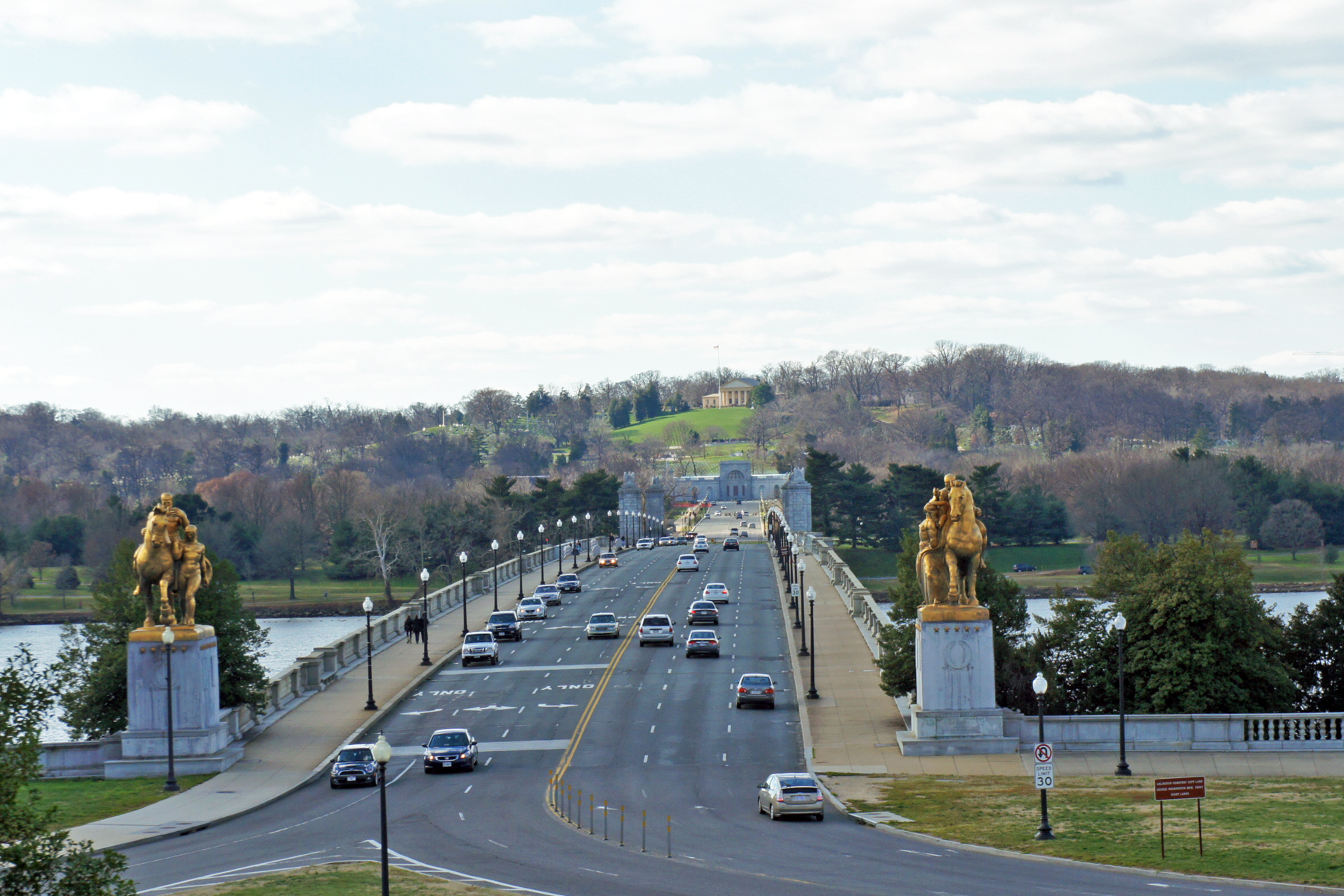
L'Arlington Memorial Bridge, termine ovest della strada